# Pacouria paraensis
Pacouria paraensis là một loài thực vật có hoa trong họ La bố ma. Loài này được (Huber) Pichon mô tả khoa học đầu tiên năm 1948.